# Asanoina
Asanoina es un género de foraminífero bentónico de la subfamilia Ammoniinae, de la familia Rotaliidae, de la superfamilia Rotalioidea, del suborden Rotaliina y del orden Rotaliida. Su especie tipo es Rotaliatina globosa. Su rango cronoestratigráfico abarca el Plioceno.

## Clasificación
Asanoina incluye a las siguientes especies:
- Asanoina eocenica †
- Asanoina globosa †